# OT-62
OT-62 / TOPAS (чеш. Obrněný Transportér мод. 62, Transportér obrněný pásový) — десантный гусеничный бронетранспортёр-амфибия, разработанный совместно Польшей и Чехословакией.

## История
В конце 1950-х годах Чехословакия приобрела лицензию на производство советских бронетранспортёров БТР-50. Полученная лицензия была использована для разработки новых гусеничных бронетранспортёров для чехословацкой армии и Народной Армии Польши. Разработки начались в 1958 году и в 1962 году был изготовлен первый прототип. После проведения испытаний бронетранспортёр был принят на вооружение под названием TOPAS.
Поскольку стандартный бронетранспортёр TOPAS использовался в Польской Народной Армии, конструкторское бюро Wojskowa Akademia Techniczna разработало вариант новой вооружённой башни, размещённой на вершине надстройки. Кроме того, ещё один вариант TOPAS был разработан Wojskowa Instytut Techniki Pancernej i Samochodowej. Новый вариант получил название WPT-TOPAS и был бронетранспортёром поддержки.

## Тактико-технические характеристики
- Подвеска торсионная.
- Ёмкость топливного бака 407 л

## Варианты

### Чехословакия
- OT-62 — копия БТР-50[2].
- OT-62A — базовый вариант БТР.
- OT-62B — вариант БТР, оснащённый небольшой башней на вершине второй.
- OT-62 R-2 R-105 — командирский бронетранспортёр.
- OT-62 R-2 R-108 — командирский бронетранспортёр.
- OT-62 R-2M — командирский бронетранспортёр.
- OT-62D — бронетранспортёр с 82-мм безоткатной пушкой.
- OT-62A — бронированная санитарно-медицинская машина.
- DTP-62 — машина технической поддержки.
- OT-62 R-3MT — командирский бронетранспортёр.
- OT-62 R-4MT — командирский бронетранспортёр.

### Польша
- TOPAS — базовый вариант БТР.
- TOPAS-2A — бронетранспортёр, оснащённый небольшой башней на вершине второй.
- TOPAS R-2M — командирский бронетранспортёр.
- TOPAS-2AP - версия на базе БТР-50ПК (помимо 7,62-мм пулемёта установлен 14,5-мм пулемёт КПВТ)[1]
- WPT-TOPAS — бронетранспортёр технической поддержки.
- TOPAS-R3M — командирский бронетранспортёр.

### Индия
- FRT TOPAS — бронетранспортёр технической поддержки.

### Ирак
- OT-62A — оснащённый башней от бразильского бронеавтомобиля EE-9 Cascavel.

### Израиль

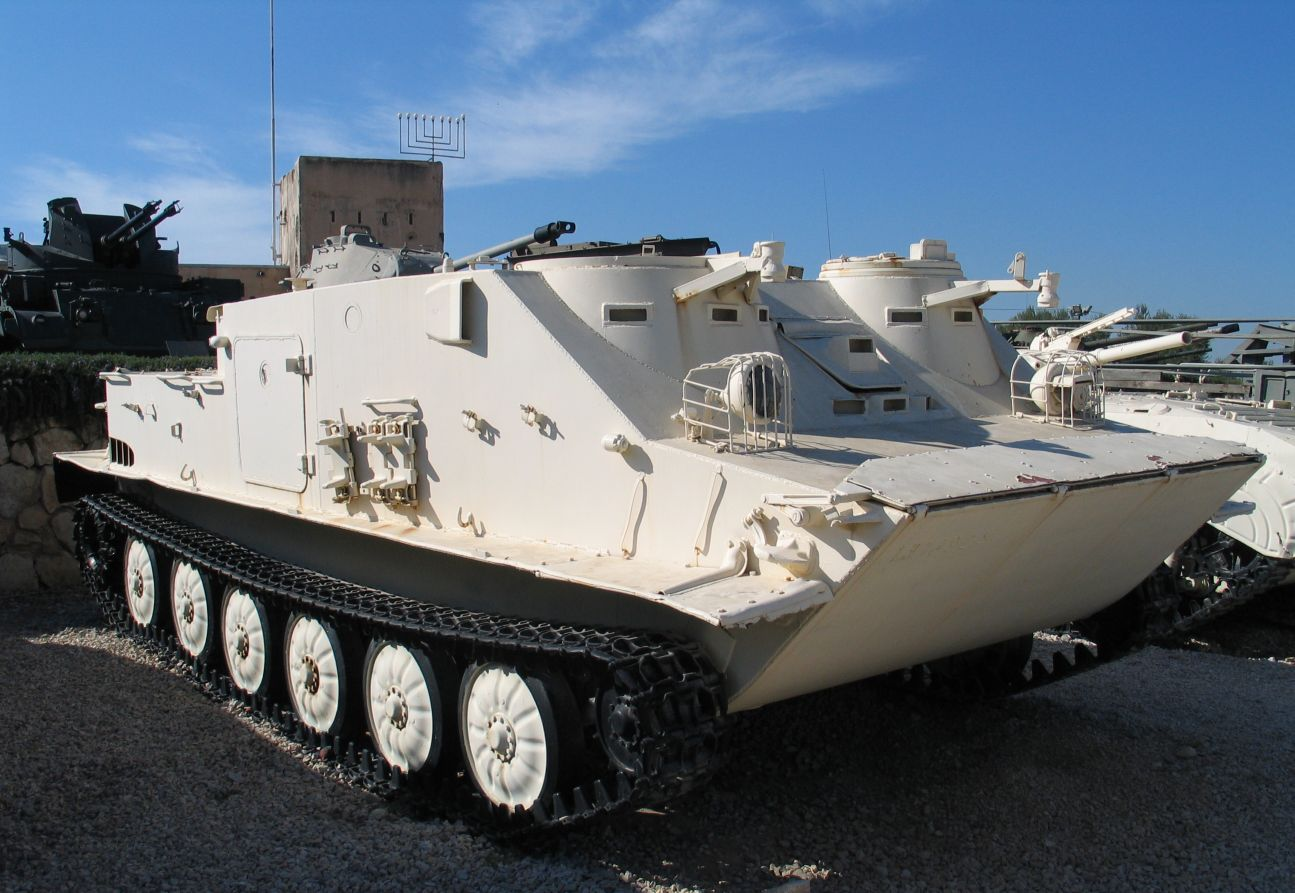
Трофейный OT-62A TOPAS израильской армии

- OT-62A TOPAS - захваченные в ходе войны 1967 года у Сирии и Египта бронетранспортёры были сняты с вооружения в 2002 году

## Страны - эксплуатанты
OT-62 состояли на вооружении армий Анголы, Болгарии, Египта, Индии, Ирака, Израиля, Ливии, Марокко, Польши и Судана.